# Roger A. Fratter
Roger Anthony Fratter (Bergamo, 2 ottobre 1968) è un regista e sceneggiatore italiano.

## Biografia
Roger A. Fratter entra nel mondo del grande schermo filmando documentari, spesso con protagonisti registi del cinema di genere italiano (ricordiamo in particolare Aristide Massaccesi e Fernando Di Leo). Dal 1998 è stretto collaboratore della rivista del cinema popolare Nocturno soprattutto nel campo degli spaghetti western, genere prediletto dal regista.
La pellicola d'esordio è Sete da vampira, firmata nel 1999 e seguita dall'horror erotico Anabolyzer (1999). Del 2004 è Innamorata della morte, seguito da altri titoli come Cymbaline (2007) e Tutte le donne di un uomo da nulla (2009).

## Filmografia

### Regista
- Sete da vampira (1998)
- Anabolyzer (1999)
- Abraxas - Riti segreti dall'oltretomba (2001)
- Flesh evil: il male nella carne (2002)
- L'amore sporco di Valeria (2003)
- Innamorata della morte (2005)
- Mimesis (2006)
- Cymbaline (2007)
- Rapporto di un regista su alcune giovani attrici (2009)
- Tutte le donne di un uomo da nulla (2009)
- Sono tutte stupende le mie amiche (2012)
- Femminilità (in)corporea (2013)
- Guerra bianca - documentario (2015)
- Donne di marmo per uomini di latta (2016)
- Rage killers (Sterminatori sociali) (2017)
- Fame da vampira (Female Vampire Ridens) (2017)
- Mery Coltrane - La seduttrice mortale (2019)
- Guido Di Fidio - Le vere ragion che son nascoste (2019)
- Italian Concupido (2020)
- Ruderi d'amore (2020)
- Blu 38 (2021)
- Stilema (2022)
- VIS - Vampire ipnotiche seduttrici (2023)
- La cella (2023)
- Narciso d'autunno (2024)
- Donne "fuori" femmine dentro (2024)

### Attore
- Il Notturno di Chopin, regia di Aldo Lado (2012)